# حادثه نفتکش سابیتی
در ۱۹ مهر ۱۳۹۸ (۱۱ اکتبر ۲۰۱۹)، یک نفت‌کش متعلق به جمهوری اسلامی ایران با نام سابیتی در آب‌های دریای سرخ و در فاصلهٔ ۶۰ مایل (۹۷ کیلومتر) از بندر جده واقع در عربستان سعودی منفجر شد. وزارت امور خارجه ایران ضمن «حمله» خواندن این انفجار، اعلام کرد که این انفجار بر اثر دو بار هدف قرار گرفتن این نفتکش رخ داده‌است؛ اما منشأ حمله هنوز مشخص نشده‌است.
شرکت ملی نفت‌کش ایران در اطلاعیه‌ای احتمال حملهٔ عربستان به نفت‌کش ایرانی را رد کرد. بنا به اعلام سید عباس موسوی، سخنگوی وزارت امور خارجهٔ ایران، خدمهٔ نفت‌کش آسیبی ندیده‌اند. در پی انفجار در نفت‌کش سابیتی، نشت نفت به آب دریای سرخ گزارش شده‌است. بهای نفت بر اثر این انفجار بیش از ۲٪ افزایش یافت.